# Nina Roscher
Nina Matheny Roscher (* 1938 in Uniontown (Pennsylvania); † 19. September 2001 in Washington, D.C.) war eine US-amerikanische Chemikerin und Hochschullehrerin. Sie war Professorin für Chemie und Vorsitzende der Chemieabteilung der American University in Washington, D.C.

## Leben und Werk
Roscher wuchs in Hershey (Pennsylvania) auf. Sie studierte an der University of Delaware, wo sie 1960 einen Bachelor of Science in Chemie erhielt. 1964 promovierte sie als eine von neun Doktorandinnen an der Purdue University mit einer Dissertation in physikalisch-organischer Chemie. Während ihres Studiums an der Purdue University gründete sie die Ehrengesellschaft für Frauen in der Chemie Iota Sigma Pi Chapter. Anschließend lehrte sie an der University of Texas in Austin und an der Rutgers University und 1974 trat sie in die Fakultät der American University (AU) ein. Hier war sie stellvertretende Dekanin für Graduiertenangelegenheiten und Forschung, Prorektorin für akademische Dienste und Dekanin für Fakultätsangelegenheiten. 1991 wurde sie zur Vorsitzenden der Chemieabteilung der AU ernannt.
Sie forschte auf den Gebieten der physikalisch-organischen Chemie und in den 1980er Jahren zu Sonnenschutzmitteln für Johnson & Johnson. Ihr Hauptaugenmerk lag auf Reaktionen von Alkoholen mit Silber- und Bromsalzen und sie betreute zahlreiche Doktoranden, von denen mehr als die Hälfte Frauen waren.
Sie arbeitete mit der Mathematikerin Mary W. Gray zusammen, um die Chancen für Frauen und Minderheiten in Mathematik und Naturwissenschaften zu verbessern. Beide Frauen erstellten ein Ausbildungsprogramm für Erstsemester mit einem Zuschuss von 95.000 US-Dollar von der National Science Foundation (NSF), welches einen Seminarkurs, gefolgt von einer zweimonatigen Ausbildung bei einem Wissenschaftler umfasste. Von 1976 bis 1981 leitete Roscher ein von der NSF finanziertes Wiedereinstiegsprogramm, um Frauen mit einem Abschluss in Chemie oder Biologie umzuschulen. Das Programm umfasste ein Jahr intensiver Kursarbeit in Chemie oder Toxikologie an der American University für 75 Frauen mit einem Durchschnittsalter von 40 Jahren, von denen einige seit 15 Jahren keine Schule mehr besucht hatten. Fünf Jahre nach Ende des Programms hatten neun der 75 Teilnehmerinnen in Chemie promoviert, 25 hatten einen Master-Abschluss erworben und acht waren in der Graduiertenschule.
Ab 1986 war sie als Programmdirektorin für naturwissenschaftliche Bildung für die National Science Foundation (NSF) tätig. Sie arbeitete dort im Instructional Laboratory Improvement Program und wurde 1988 Direktorin des Undergraduate Faculty Enhancement Program in der Division of Undergraduate Science, Engineering, and Mathematics Education (USEME).
1960 wurde sie Mitglied der American Chemical Society (ACS), von 1974 bis 1979 war sie Mitglied des ACS Women Chemists Committee und von 1976 bis 1978 dessen Vorsitzende. 1995 war sie Präsidentin der Sektion Washington, D.C. der Chemical Society of Washington. 1995 verfasste sie das Buch Women Chemists for the American Chemical Society. Ein Großteil ihrer umfangreichen Forschungen über Chemikerinnen ist in den Archives of Women in Science and Engineering der Iowa State Universität als Nina Matheny Roscher Papers archiviert.
Sie starb im Alter von 62 Jahren an Brustkrebs.

## Ehrungen (Auswahl)
- 1982: Honorary Membership Award, Chemistry, Graduate Women in Science (GWIS)
- 1986: ACS Award for Encouraging Women into Careers in the Chemical Sciences[5]
- 1987: Fellow der American Association for the Advancement of Sciences[6]
- 1988: Presidential Award for Excellence in Science, Mathematics and Engineering Mentoring[7]
- 1996: Distinguished Alumna, Purdue University
- 1998: Senior Scholar Special Commendation of Honor, American Association of University Women
- Fellow des American Institute of Chemists
- Senior Program Officer der National Science Foundation

## Veröffentlichungen (Auswahl)
- mit Paul F. Waters, Thomas S. Cantrell, Louise Karle Hanson, Frederick W. Carson: Curriculum for continuing education in chemistry. Journal of Chemical Education. 55 (10), 1978, S. 646.
- Retraining chemists - Is it worthwhile? Journal of Chemical Education, 57 (1), 1980, S. 60.
- Chemistry's creative women. Journal of Chemical Education. 64 (9), 1987, S. 748.
- mit Margaret A. Cavanaugh: Academic women chemists in the 20th century: Past, present, projections. Journal of Chemical Education. 64 (10), 1987, S. 823.
- mit Martin K.O. Lindemann, Suk Bin Kong, Cheon G. Cho, Ping Jiang: Photodecomposition of several compounds commonly used as sunscreen agents. Journal of Photochemistry and Photobiology A: Chemistry. 80 (1–3), 1994, S. 417–421.